# Martial Gayant

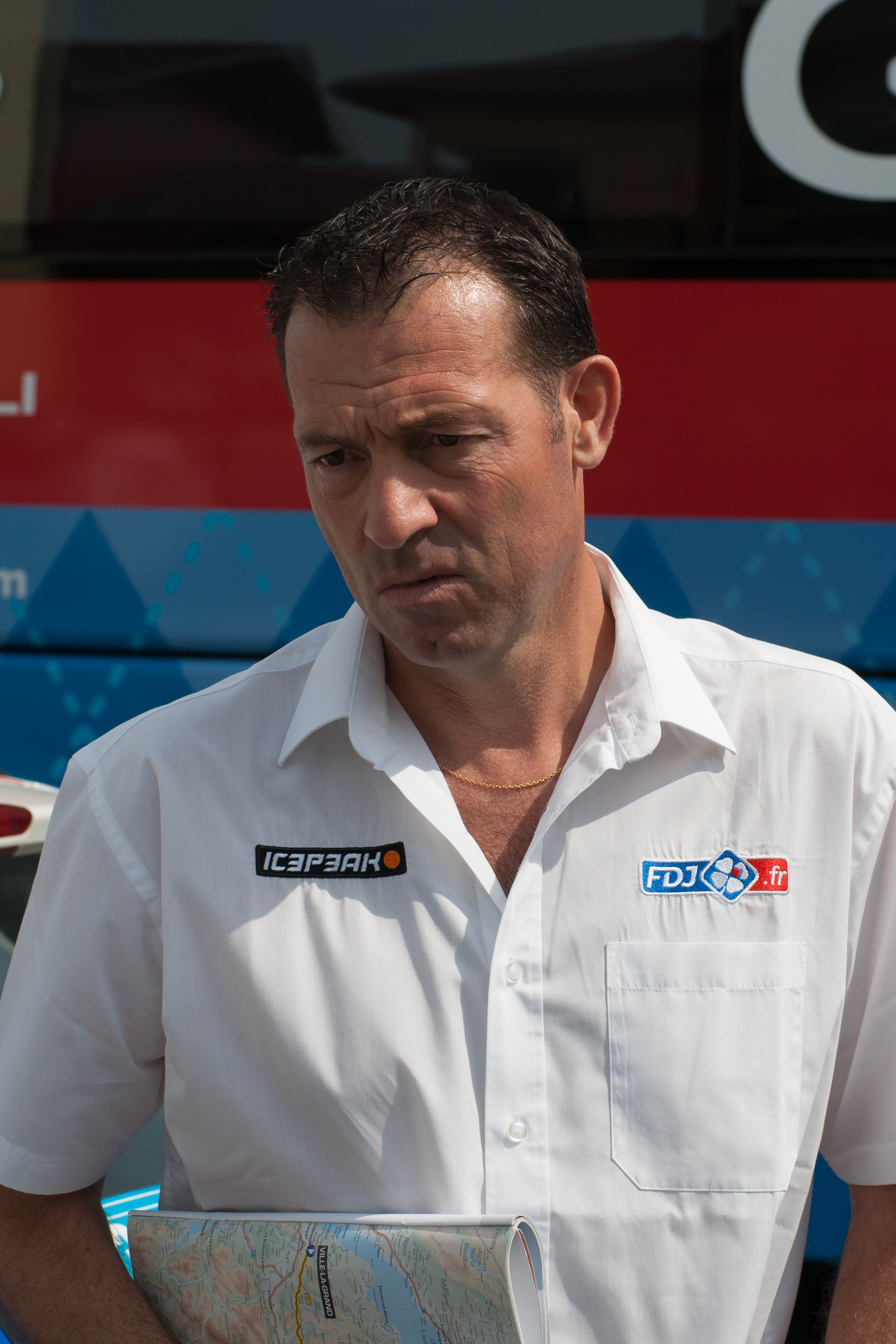
Martial Gayant, 2014

Martial Gayant (* 6. November 1962 in Chauny, Frankreich) ist ein ehemaliger französischer Radsportler, der sowohl bei Straßen- als auch Querfeldeinrennen erfolgreich war.

## Sportliche Laufbahn
Gayants Erfolgsserie begann 1981, als er als 18-jähriger Amateur die beiden französischen Zeitfahrrennen Grand Prix des Nations (Amateurversion) und Chrono Madeleinois gewann. 1982 unterschrieb er beim französischen Radsportteam Renault-Elf-Gitane, bei dem auch der Tour-de-France- und Giro-d’Italia-Gewinner Bernard Hinault beschäftigt war, einen Vertrag als Berufsfahrer. Sein erstes Profijahr verlief ohne nennenswerte Erfolge, sein bestes Ergebnis war ein 14. Platz beim italienischen Eintagesrennen Piemont-Rundfahrt.
Ab 1983 startete Gayant erfolgreich bei Querfeldeinrennen, er gewann die französische Meisterschaft und trat bei der Querfeldein-Weltmeisterschaft an, wo er den 19. Platz belegte. Auch in den folgenden Jahren bis 1986 war er bei den Querfeldein-Weltmeisterschaften vertreten, das beste Resultat erreichte er 1986 mit Platz fünf. In diesem Jahr gewann er auch zum zweiten Mal die nationale Crossmeisterschaft.
Im Straßenrennsport tauchte Gayant 1983 bei der Spanien-Rundfahrt erstmals mit Platz 25 im Ergebnisspiegel auf. Bei einem weiteren Etappenrennen, der Tour de Suisse, erreichte er Rang 46. Während er 1982 beim Giro d’Italia nach zehn Etappen aufgegeben hatte, konnte er 1984 eine Etappe gewinnen und sich in der Endwertung auf dem 14. Rang platzieren. Es blieb jedoch seine einzige erfolgreiche Giro-Teilnahme. An der Tour de France nahm er fünfmal teil. 1985 musste er nach der 15. Etappe wegen Überschreitens des Zeitlimits ausscheiden. 1987 errang er einen Etappensieg, trug auf zwei Tagesabschnitten das Gelbe Trikot des Spitzenreiters und wurde am Ende 34. 1988 kam er auf den 71. Platz, 1989 erreichte er mit Rang 32 seine beste Endwertung, bei seiner letzten Tour 1991 musste er wieder vorzeitig ausscheiden. Bei den Straßenweltmeisterschaften war er 1988 als Zweiter am erfolgreichsten. Zuvor war 1987 15. geworden, 1990 wurde er 18. Fünfmal konnte sich Gayant bei der Lombardei-Rundfahrt in die Ergebnislisten eintragen. Bei seinem letzten Auftreten 1991 erzielte er mit dem zweiten Platz sein bestes Ergebnis.
Nachdem Gayant 1986 und 1987 zwei Jahre lang für das französische Team Système U gefahren war, schloss er 1988 einen längerfristigen Vertrag mit dem in Frankreich beheimateten Rennstall Toshiba ab. Sein erfolgreiches Abschneiden bei der WM 1988 verhalf ihm in diesem Jahr mit Platz 32 auch zu seiner besten FICP/UCI-Road-Ranking-Notierung. Sein letztes Profijahr verbrachte Gayant 1992 beim belgischen Lotto-Team. Eines seiner letzten nennenswerten Rennen war die französische Etappenfahrt Tour de Romandie, die er auf Platz 52 beendete. Wegen eines Rückenleidens musste er noch während der Saison 1992 seine Profilaufbahn beenden.
Auch nach Beendigung des Leistungssports blieb Gayant dem Radsport treu. 2003 übernahm er das Amt des Sportdirektors beim französischen Radsportteam FDJ-Big Mat.

## Wichtige Siege
| 1981: | Grand Prix des Nations                                        |
| 1983: | Französische Querfeldeinmeisterschaft                         |
| 1984: | Etappensieg beim Giro d’Italia                                |
| 1985: | Paris–Camembert                                               |
| 1986: | Französische Querfeldeinmeisterschaft Grand Prix Ouest France |
| 1987: | Etappensieg bei der Tour de France                            |
| 1989: | Grand Prix de Fourmies                                        |
| 1990: | Tour du Limousin                                              |